# Smågrunden, Kristinestad
Smågrunden är öar i Finland. De ligger i Bottenhavet och i kommunen Kristinestad i den ekonomiska regionen  Sydösterbotten i landskapet Österbotten, i den västra delen av landet. Öarna ligger omkring 90 kilometer söder om Vasa och omkring 300 kilometer nordväst om Helsingfors.
Arean för den av öarna koordinaterna pekar på är 1,2 hektar och dess största längd är 230 meter i sydväst-nordöstlig riktning.